# Даниил Гранин
Даниил Александрович Гранин (на руски: Даниил Александрович Гранин, с фамилия по рождение Герман, роден на 1 януари 1919 г. в Курска губерния на РСФСР, починал на 4 юли 2017 г. 2017 в Санкт-Петербург, Русия) е съветски и руски писател, киносценарист и обществен деец. Участник във Великата Отечествена война. Герой на социалистическия труд (1989). Лауреат на Държавната награда на СССР (1976), Държавната награда на Руската федерация (2001, 2016) и премията на Президента на РФ (1998).

## Биография
Даниил Гранин прекарва детството си в Санкт Петербург (тогава Петроград), завършва електротехника в Ленинградския индустриален институт и работи от 1940 г. в Кировски завод. През 1941 г. се записва доброволец за фронта като първото му бойно кръщение е на Ленинградския фронт. През 1941 г. става член на КПСС (тогава ВКП(б)).
От 1954 до 1969 г. е секретар на Ленинградското подразделение на Съюза на писателите на СССР.
Гранин публикува първия си разказ през 1949 г. и първия си роман през 1954 г. При излизането на първите му произведения по молба на писателя Юрий Герман приема псевдонима „Гранин“. Даниил Гранин пише основно за работата на научни работници и инженери, с техните проблеми и отговорности. Пише за войната, както и издава редица пътеписи. Някои негови произведения са биографии на известни учени, като биолога Александър Любищев и физика Игор Курчатов.
В началото на перестройката през 1987 г. написва биографичния роман Зубъра за живота на руския генетик Николай Тимофеев-Ресовский в Берлин. Съвместно с беларуския писател Алес Адамович през 1979 г. издават Блокадна книга за Ленинградската блокада.
На 27 януари 2014 г. Гранин държи реч пред Бундестага във връзка с церемонията във връзка с деня за памет към жертвите на националсоциализма (Gedenkstunde zum Tag des Gedenkens an die Opfer des Nationalsozialismus)..

### Личен живот
- Жена – Рима Михайловна Майорова (1918—2004).
- Дъщеря Марина (род. 1945)
- Сестра.

Даниил Гранин умира през юли 2017 г. на 98 години в Ленинград.

## Произведения на български език (извадка)
- Новатори (роман, 1954); 1956 изд. Народна култура
- След сватбата (роман, 1958); !960 изд. Отечествен фронт
- Срещу бурята (роман, 1962); 1964 изд. Народна култура
- Картината (роман, 1980); 1982 изд. Христо Г. Данов
- Дъжд в чуждия град (повест, 1973); 1974 изд. Народна култура
- Все някой трябва (повест, 1970)
- Съименник (повест, 1975)
- Къщата на „Фонтанка“ (разказ, 1967)
- Размишления пред портрет, който не съществува (повест, 1968)
- Повест за един учен и за един император (повест, 1971)
- Клавдия Вилор (1976). За тази повест през 1978 г. получава Държавната награда на СССР
- Този странен живот (документална проза, 1974)
- Билет за отиване и връщане (повест, 1976)
- Каменната градина: пътепис за Япония (повест, 1971)
- Следа все още има (повест, 1984); 1985 изд. Народна култура
- Блокадна книга (документална проза, 1977)
- Зубъра (повест, 1987)